# Космическое командование США
Космическое командование США (USSPACECOM или SPACECOM) — объединённое боевое командование Министерства обороны США, ответственное за военные операции в космическом пространстве, в частности, за все операции на высоте более 100 километров. Командование отвечает за оперативное применение космических сил США.
Было создано в сентябре 1985 года для обеспечения совместного управления всеми вооружёнными силами в космосе и координации действий с другими боевыми командованиями. В 2002 году было упразднено, а его обязанности и силы были переданы Стратегическим командованием США. 29 августа 2019 года было воссоздано.